# 제1차 영국-마라타 전쟁
제1차 영국-마라타 전쟁은 1775년부터 1782년까지 벌어진 영국-마라타 전쟁의 첫 국면으로 영국 동인도 회사와 마라타 제국이 벌인 전쟁이다. 미국 독립 전쟁 및 제2차 영국-마이소르 전쟁과 동시에 발발했으며 전쟁에서 마라타 제국이 승리를 거둔다. 슈라트 조약으로 전쟁이 시작되었고 살바이 조약을 통해 전쟁이 종결되었다.

## 배경
1772년 마드하브라오 1세가 사망하자 형 나라얀라오가 마라타 제국의 페슈와가 되었다. 그러나 나라얀라오의 숙부였던 라구아나트라오가 나라얀라오를 궁에서 암살한 이후 직접 페슈와가 되었다. 미망인이 된 나라얀라오의 부인 강가바이는 마라타 제국의 페슈와가 될 자격이 있는 아들을 낳았으며 새로운 아기는 사바이 마드하브라오라 이름지어졌다 12명의 마라타 동맹 족장들은 나나 파드나비스가 이끌고 있었는데 이 아기를 새로운 페슈와로 임명하기 위해 여러 방면으로 노력을 기울였다.
권력을 놓기 싫었던 라구아나트라오는 뭄바이에 주둔하고 있던 그레이트브리튼 왕국에게 도움을 요청해 1775년 3월 6일 슈라트 조약을 체결했다. 조약에 따라 라구아나트라오는 슈라트 및 바루치 일대를 비롯하여 살세테 섬과 바사이비라르 지역을 영국에게 할양하게 되었다. 이에 보답하여 영국은 라구아나트라오에게 2,500명의 병사를 제공하기로 약속했다. 영국 캘커타 의회는 슈라트 조약을 비난하며 업튼 중령을 푸네로 보내 조약을 무효화하고 새로운 조약을 체결하였다.

## 발발
키팅 중령이 이끄는 영국군은 1775년 3월 15일 슈라트를 떠나 푸네로 진격했다. 그러나 이들은 아다스에서 하리판트 파드케에 의해 검문을 받고 1775년 3월 18일 전투 끝에 전멸하고 말았다. 라구나트라오와 동반된 키팅 중령의 손실치는 96명이 전사한 것이었고, 마라타 제국은 전투 중 150명이 사망했다. 워런 헤이스팅스는 푸네에 직접적인 조치를 취하는 것이 해롭다고 판단하였고 이에 벵골 최고위원회는 슈라트 조약을 반대하며 업튼 중령을 파견했다. 이 때 조약이 푸란다르 조약으로 1776년 3월 1일 체결된 것이다. 이 조약으로 슈라트 조약은 무효화되었고 라구나트라오는 감금되었지만 슈라트 조약에 있던 살세테 섬 및 바루치 지구 할양은 그대로 유지되었다.

## 경과
프랑스 왕국과 푸네 정부가 1776년 협약을 체결하면서 뭄바이 정부는 푸네를 침공하여 라구나트라오를 옹립하기로 결정했다. 그들은 에제르튼 중령이 이끄는 군대를 파견하였고 에제르튼 중령은 코폴리에 당도해 서고츠산맥과 보가츠산을 통과하는데 성공했다. 이들은 1779년 1월 4일 카를라에 도착했다. 마라타군은 이들을 공격하였고 영국군을 결국 웨드건으로 철수할 수 밖에 없었으며 마라타군은 이들로부터 항복을 받아내는데 성공한다. 1779년 1월 16일 영국은 마라타 제국의 승리를 인정하며 웨드건 조약을 체결한다. 북인도에서 토마스 윈드햄 고다드가 지원군을 보냈으나 뭄바이 군을 지원하기에는 너무 늦었다. 헤이스팅스는 뭄바이 정부가 조약을 체결할 권한이 없다며 웨드건 조약을 무효화하고 고다드에게 지역 내 영국의 이익을 보장하라고 지시했다.
고다드는 6,000명의 병력을 이끌고 바드라 요새를 급습했으며 1779년 2월 15일 아흐메다바드를 생포했다. 6,000명의 아랍인과 신드 보병, 그리고 2,000명의 말이 전리품이 되었다. 영국군은 총 108명의 사상자가 발생했다. 고다드는 1780년 12월 11일에 바사이를 점령하는데 성공했다. 또다른 벵골 지역의 총독 포프햄 대위는 괄리오르를 1780년 8월 4일 점령했다. 구자라트 지역에서는 영국군과 마라타 군 사이에 국지전이 벌어졌지만 헤이스팅스는 마하지 신데를 탄압하기 위해 또다른 병력을 보냈다.

## 중부 인도와 데칸 고원
바사이를 점령한 이후 고다드는 푸네를 향해 진격했다. 그러나 1781년 4월 그는 파슈람바-보르가트 도로에서 하리판트 파드케와 투코지 홀카르가 이끄는 마라타군으로부터 공격을 받았다. 중앙 인도에서는 마하지가 말와(Malwa)에 주둔하며 카마크 군대에 맞서고 있었다. 처음으로 마하지는 카마크 군을 궁지에 몰아넣었고 카마크가 이끄는 영국군은 큰 손실을 입은 채 하두르로 퇴각할 수 밖에 없었다.
1781년 2월 영국군은 신데의 병력을 시프리 마을에서 격퇴시켰다. 그러나 영국군은 진격을 거듭할수록 더 많은 마라타군과 맞서 싸워야했고, 그들의 보급로는 끊기고 말았다. 1781년 3월 마라타군은 영국군에게 야습을 시도해 대승을 거두어 보급품과 총기류를 탈취했다.]. 이후 신데의 병력은 영국군에 군사적 위협을 축소시켰다. 이후에도 마하지를 비롯한 마라타군은 시론지 전투 등에서 승리를 거두었지만, 두르다 전투에서는 영국군에게 패배를 입었다. 1781년 4월 무레 중령이 영국군을 지원하기 위해 새로운 병력을 데리고 도착했지만 두르다 전투에서의 패배 이후 마하지는 무레 군대를 1781년 7월 1일 전멸시키는데 성공했다.

## 종전
영국과 마라타 제국은 살바이 조약을 1782년 5월 17일 체결하였고, 1782년 6월 헤이스팅스는 이 조약을 승인하였으며 나나 파드나비스는 1783년 2월에 승인하였다. 이 조약으로 전쟁은 종결되었다.